# QRコード決済
QRコード決済（QRコードけっさい）は、QRコードを用いた電子決済システム。スマートフォンを用いた決済システム（スマホ決済）の一つであるコード決済の一種。
ユーザーがスマートフォンのアプリ上にQRコードやバーコードを表示して、店側がバーコードリーダーやカメラなどで読み取って支払う、あるいは店頭レジに掲げられている専用QRコード（二次元コード）をスマートフォンのカメラで読み取って支払いをする。水道料金や通信費などの払込票に掲載されているバーコードを読み込んで支払う方法もある。
電子決済の形態としては、コード決済自体にサーバ型電子マネーを内包するもの（決済手段の電子化）、クレジットカード等（デビットカード、国際ブランドプリペイドカードの一部を含む。以下同じ）と紐付けて当該カードの決済のトリガーとするもの（決済方法の電子化）、およびこれらの両方の機能を備えるものがある。
購入者から決済事業者への支払いのタイミングで分けると、先払い（プリペイド）型、後払いポストペイ）型、リアルタイムがある。プリペイド型は消費者間（CtoC）で残高の一部を送受できる機能が付いていることがある。

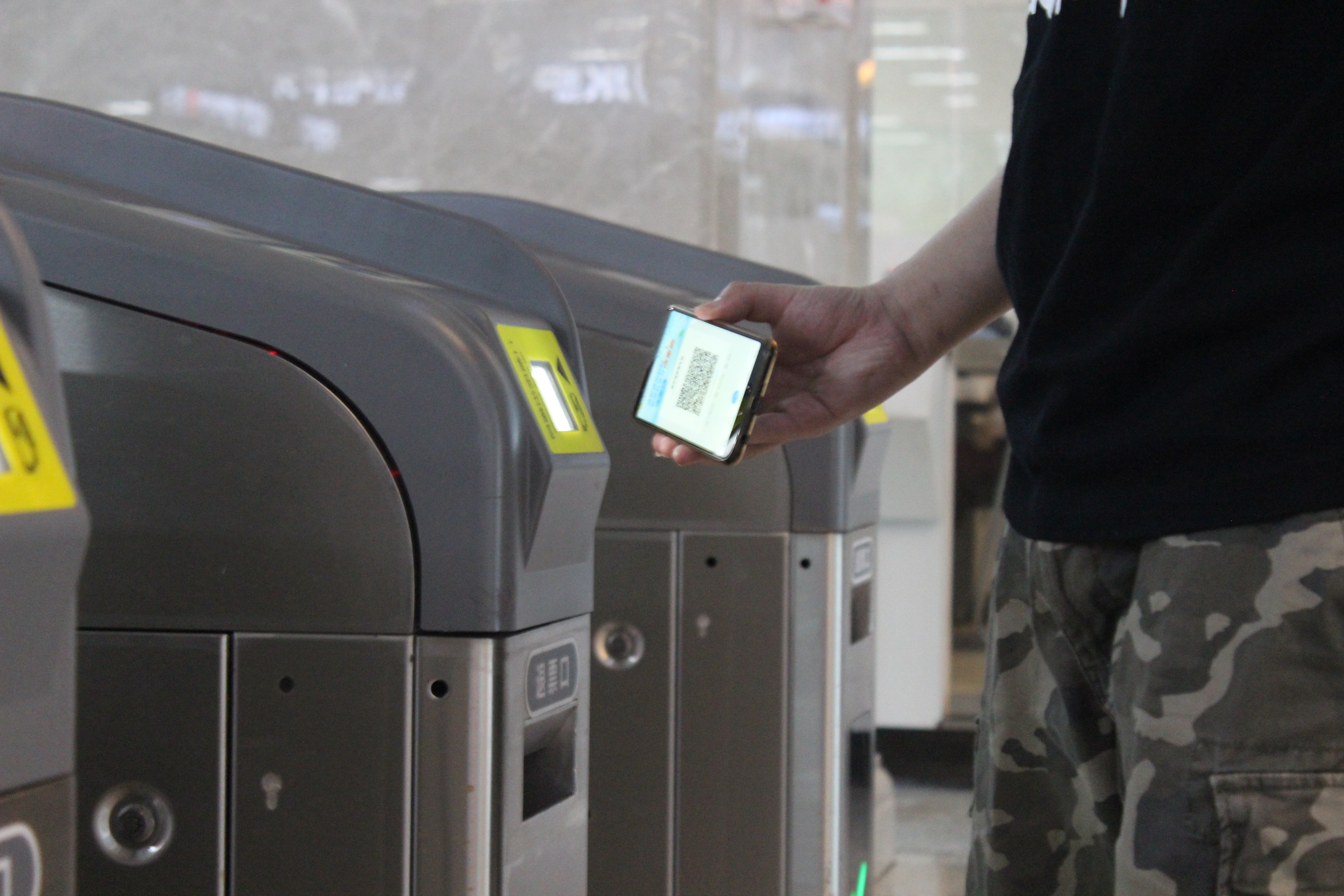
QRコード決済に対応した武漢地下鉄の改札口

## 歴史
2001年3月にNTTドコモ、日本コカコーラ、伊藤忠商事の3社がiモード端末を使った自動販売機向け決済システム「i-vending Project（仮称）」の実証実験を行うと発表。2001年9月に「Cmode」として実証実験が開始された。携帯電話の画面に表示させたQRコードを自動販売機（シーモ）側が読み取ることで、サーバー上にある口座にお金をチャージしたり、そのお金を使って飲み物を購入することができる。その後、2002年4月に正式にサービスが開始され、Cmode対応自動販売機が全国に設置された。しかし、2004年6月に発表されたおサイフケータイに対応した自動販売機「シーモ2」が登場すると、利用客は手間のかからないFeliCaを利用した電子マネーに移行したため、2011年3月にサービスを終了した。
一方、2000年代の中国本土では普及し、その後各国に広がりを見せた。中国でWeChatなどのコミュニケーションアプリを展開するテンセントは、2014年にWeChat PayというQRコード決済サービスを展開し、中国国内でアリペイに次ぐ高いシェアを獲得した。
日本では、PayPayが会計の20パーセントを還元し、合計100億円を提供するキャンペーンを行ったことにより、後発にも拘わらず一気に首位に上った。
日本国内では2010年代後半以降、多数の決済事業者が個々に独自規格のキャッシュレス決済サービスを立ち上げたが、各サービス間の互換性が無く、多数の決済サービスの乱立による非効率性や過当競争、これらに因る決済手数料の高止まり、ならびに利用者及び店舗側のオペレーションの煩雑さが懸念されていた。
このような問題はキャッシュレス社会の実現に対する阻害要因でもあることから、この問題の解消と日本国内におけるキャッシュレス決済の普及促進を目的に、特に乱立の著しいQRコード決済の共通規格として、2019年にJPQRの導入が日本国政府（総務省・経済産業省）の主導で提唱された。同年8月より同規格の一部について主要プロバイダが対応を開始したものの、2020年以降、JPQRに参画していた大手決済事業者のPayPayがJPQR経由の利用契約よりも自社との個別契約を優遇する方針を取ったことなどもあり、各決済事業者の足並みが揃わず、当初構想されていたQRコード決済の共通規格化に向けての取り組みが形骸化していると指摘されている。
なお、中小の店舗にまでクレジットカード決済がすでに普及しているアメリカでは、2022年現在ほとんど使われておらず、普及する見込みは立っていない。

## システム
決済時の手続きの方法により、以下の2方式に分けられる。
ユーザースキャン方式
店舗提示型（Merchant-Presented Mode、MPM）とも呼ばれる。
店舗側が提示するQRコードを客が読み取り、会計金額を入力後、店員の確認を経て確認ボタン等を押すと決済が完了する。QRコードには基本的に店舗（支払先）の情報のみが埋め込まれているが、金額情報が埋め込まれたQRコードの場合は、金額を入力する必要がない。
基本的には紙に印刷されたQRコードを設置する（或いは店側手持ちのスマートフォン・PC・タブレット端末にQRコードを表示させる）だけで導入可能なため、店舗側の導入コストが低い。
紙のQRコードを表示する方式であれば、電源の取れない無人店舗などでも導入可能。
ストアスキャン方式
利用者提示型（Consumer-Presented Mode、CPM）とも呼ばれる。
客側がスマートフォンを操作して専用アプリを起動し、アプリ内に表示させたQRコード・バーコード（以下、総称して「QRコード等」と言う。）を、店舗側がコードリーダーで読み取る。
店舗側の決済速度は比較的速いが、コード決済システムと連携したPOSレジシステム（対応する光学リーダー、またはタブレットスキャナー）が必要なため、導入コストは高くなる。
また、ユーザー側の決済方法について、以下の3通りがある。
事前チャージ
アプリ側にて事前に残高を設定し、その残高の範囲で決済を行う。
チャージ可能なコード決済へのチャージ方法の例として以下のようなものがある。
- 連携した金融機関口座からのチャージ
- 登録したクレジットカード等からのチャージ
- 金融機関またはコンビニ店頭のATMを用い現金等によるチャージ
- コンビニ店頭レジで現金等によるチャージ

即時払い
決済手続きと同時に、事前に設定したクレジットカードや銀行口座からの引き落としを行う。
後払い
決済分を後日まとめて請求するもの（クレジットカードの支払いと同様）。
支払いシステムの補足
NFC（Type-A/B）、FeliCa（Type-F）、国際ブランドのプリペイドカードなどを発行し、コード決済用のチャージ残高を他の決済プラットフォームで支払いできるプロバイダもある。

## メリット
導入コスト
信用照会端末などの機械類が設置不要であり、ユーザースキャン方式であれば紙に印刷されたQRコードを設置するだけで導入可能なため、クレジットカード等と比べ加盟店の導入コストが低い傾向にある。クレジットカードや電子マネー等の導入が難しい中小の店、個人経営店でも導入ハードルが低い。
詳細な顧客情報の把握と販売促進
ストアスキャン方式の場合、アプリ内のバーコードに顧客情報が付加されることで「どの顧客がいつどの商品を購入したか」を店舗側が詳細に把握することができるため、現金等による決済と比べ店舗側にとっては売れ筋商品の傾向の把握や顧客の動向をつかみやすくなる。またアプリ画面上に店舗情報などを通知させる機能を活用して、顧客の来店誘導を促す事が可能になる。これらは従来のクレジットカードやICカード型電子マネーでは実現が難しいとされてきた。
セキュリティ
「コード決済に関する統一技術仕様ガイドライン」（「JPQR」参照）では、端末側に表示するQRコード等はワンタイム仕様が求められており、発行されたバーコードは限られた短い時間で一度きりしか決済が通らない仕組みとなっている。一定時間経過するかリロードすると、強制的にバーコードが更新される。なおかつ大半の決済サービスはSSLで通信が暗号化されている。またスマートフォンそのものに指紋認証やPINによるロックを掛ける機能も活用したり、万一紛失時にはコールセンターを通じた利用停止も可能である。また仕様上、スマートフォンのロックを解除しなければ決済できないため、スキミングの可能性がある磁気カードやカード情報自体の窃取リスクがあるクレジットカード等よりは安全と考えられている。
ハードウェア依存性の低さ
非接触決済で用いられるFeliCaやNFCといったチップは必要としない。基本的にコード決済アプリが動作し、QRコードを読み取りできるカメラとバーコードを画面に表示できるディスプレイがついてれば良い。そのため非接触決済よりも対応可能端末の幅が広く、FeliCa（おサイフケータイ）非対応の端末でも動作可能である。また店舗側もユーザースキャン方式であれば、レジ改修や機器追加など特別なハードウェアを必要としない。
金銭授受や管理のオペレーションコスト軽減
現金が必要ないため、客側から見れば別途財布を持ち歩く必要がない。そのため衛生的であり、釣り銭が不必要となる。釣銭等の違算金による損失がない。
また、店舗側でも現金決済と比べて、釣銭等の違算金発生や、釣銭等を含む現金の確認、交換、輸送や金庫管理、レジ締めに要する事務作業を軽減することができる ほか、クレジットカード決済に比べても店舗への売掛金入金時期が早い。
さらに、コンビニ払込票による公共料金の支払いでは、客側が払込票を銀行窓口に持っていき自治体の指定金融機関などで支払う場合には、金融機関側に大きな事務コストがかかるため、金融機関側のコスト軽減に役立つというメリットがある。
家計管理
アプリ側に利用履歴が残るため、領収証がなくても、どこで幾ら使ったかを容易に把握できる。
ポイントの重ね取り
多くのコード決済でクレジットカード等でのチャージが可能であり「コード決済のポイント」と「クレジットカード等のポイント」の重ね取りが多くの場合で可能となっている。さらにキャンペーンの一環として、ポイントカードの同時提示により三重取り以上が可能な場合もある。
特に日本では、利用者がキャッシュレス決済を利用する最大の理由として「ポイントが貯まること」を挙げており、キャッシュレス決済の本質的な利点よりも、むしろポイント制度の充実がキャッシュレス決済の利用拡大の動機となっている。その反面、決済事業者によるポイント還元の原資確保のために決済手数料が高止まりし、日本においてキャッシュレス決済の普及を阻害する一因になっているとも指摘されている（後述「決済手数料の高止まり（日本）」も参照）。
他社サービスとの連携（スーパーアプリ化）
スーパーアプリとは、ベースとなる決済機能に様々なサービス（ミニアプリ）を連携させて、一箇所でまとめて利用できるにした形態のこと。特に大手の決済事業者で提供されており、代表的なものは「Alipay」や「WeChat」が挙げられる。スーパーアプリのメリットとしては、それぞれ別々に分かれたサービスだったものが単独のアプリに纏められる事により、サービス毎に会員情報の登録やアプリを切り替える、支払情報を入力する等の手間を省略できる。これにより他社サービスでも「予約」→「利用」→「支払い」の流れをシームレスに利用でき、一貫性のあるユーザー体験が可能になる特徴がある。
例としては、個人間でのお金の送金機能や、ユーザー同士での「割り勘」機能、公共料金の支払い、国内、国外ATMでの現地通貨出金、タクシーの配車サービス、ローン、保険、投資、信用スコアリング2、航空券、鉄道、バス、ホテル、病院などの予約、シェアサイクル、料理の出前、テイクアウトの注文、大規模な感染症の追跡および予防 など、コード決済事業者ごとに幅広いサービスが提供されている。
また中国のアリペイとウィーチャットには、2019年頃から流行した2019新型コロナウイルスにおいて感染拡大を防ぐために、自身の行動履歴や健康状態をアプリに連携し、周辺の感染者との接触履歴や、感染者が過去に訪れた場所を追跡する機能も実装されている。行動履歴や体温チェックは、居住区、飲食店、地下鉄、路線バス、公共の場所への出入りの際に、「健康QRコード」のスキャンが義務付けられている。健康QRコードの色によって危険度が分類され、色のステータスによっては出入り禁止になったり隔離対象になる場合もある。感染症の感染経路追跡と拡大防止のために開発された。

## デメリット
停電時・故障時の懸念
客側のスマートフォンの通信と動作、およびインターネットを通じた決済システムに依存するため、災害・有事または大規模障害により、大規模停電または（移動体）通信事業者での通信障害が起きた場合、使用できなくなる（以上は、オンライン決済を行う電子マネーでも同様）。またスマートフォンの電池切れや故障、一時的動作不良でも使用できなくなる。
電波圏外・低速通信時時の懸念
上記と同じく、スマートフォンの電波圏外時も使用できなくなる。ある程度の通信速度が求められるため、契約した通信容量を超過したり回線が混雑するなどして通信速度に制限がかけられている際も利用は困難になる。公衆Wi-Fiやテザリングといった代替手段の利用はひとつの解決策だが、回線切替操作などが煩雑である。地下や建物の奥など電波が繋がりにくい可能性がある場所や、月末や平日昼時といった回線速度が制限されがちな場面では注意が必要となる。
なお、一部の決済サービスでは少額、かつ一定の条件下であれば通信が途絶した場合でもオフライン決済に対応している場合もあるが、店舗側の方針により一律非対応とされるケースもある。
客側のオペレーションコスト
そのまま店舗端末にかざすだけで良いIC非接触型決済に比べ、ストアスキャン方式でも、アプリを開いてコードを表示させてからコードを読み取る（読み取らせる）という数段階の手順を踏む必要がある。ユーザースキャンの場合、さらにアプリを開いて店舗側のQRコードを読み取り、決済金額を入力してから決済を実行し、店側に確認してもらうという手間が発生する。
決済完了までの所要時間
店舗端末にかざすだけで決済が完了する非接触型決済（ICカード、クレジットカード等）と比較して決済開始から完了までの時間がかかるため、レジ業務の効率低下や煩雑化の原因となる。なお、キャッシュレス決済導入店舗の25%以上が、QRコード決済に関して「決済完了までのスピードが現金より遅い」と感じているとする調査結果もある。特に、店舗従業員や利用客の熟練度やQRコード決済の端末操作の理解度が低い場合、この問題は一層顕著となるため、双方の理解度の向上が必要である。
利用可能店舗数
普及率の低い国や地域において、また決済サービスの種類によっては（後述「決済サービスの乱立（日本）」も参照）、使用できる店舗が少ない傾向にある。
詐欺・セキュリティ上の懸念、クイッシング
詐欺などの事例として、店側のQRコードが何者かによってすり替えられ、その後のQRコード決済が犯人の口座に振り込まれた詐欺事件（ステッカー型）の事例、客がレジで提示しようとしたスマートフォン上のQRコード等の画像を、第三者が何らかの方法で盗み取り、決済用スマートフォンで不正に決済し詐取する事例、中国では駐車違反切符にQRコードが印刷され、違反金の納付がコード決済により完結するようになっているが、他人の車にそれを貼り付けて他人に納付させ詐取する事例 などがある。
また、「QRコードフィッシング」、「クイッシング」と呼ばれるQRコードを使った偽サイトへ誘導して個人情報や金融情報、マルウェアなどを感染させる手法がある。
購買履歴や個人情報の悪用の懸念
決済事業者側で収集された購買履歴などのデータが不適切に扱われることにより、嗜好や疾病情報等の第三者に知られたくない情報が明らかになる可能性があり、さらにそれを悪用される懸念がある。
決済サービスの乱立（日本）
2018年頃から日本では、キャッシュレス社会の普及に向け、多数の企業がコード決済サービスを展開している（2019年4月1日時点で25社）。その反面、互換性のない独自規格の決済サービスが多数乱立したため、店舗ごとの使用可否が複雑になり、利用者や店舗側の混乱を招きやすい状況となっている。それに加え、単一（または少数）の決済サービスで完結できないため、原則どこでも共通的に利用できる現金の準備が避けられなくなり、かえってキャッシュレス決済の普及を阻害しているとの指摘もある。
また、多数の決済サービスを利用可能とした場合には店舗側のオペレーションや管理業務が煩雑となる。
決済手数料の高止まり（日本）
クレジットカード決済などと比較すれば決済手数料が比較的安価とされるが、日本での手数料率は決済金額の3 - 4%台が多く、日本の決済事業の構造上の問題もありキャッシュレス決済が既に普及している諸外国よりも割高となっている（「キャッシュレス社会#決済手数料の高止まり」も参照）。
日本では一般の小売商店や飲食店の営業利益率が低めに設定されていた背景もあり、業種や業態によっては店舗負担の決済手数料が店舗側の利益を上回りかねない状況のため、キャッシュレス決済導入の大きな阻害要因となっている。また、これが原因で、従来キャッシュレス決済が導入されていた店舗においてキャッシュレス決済への対応を取り止める事例も発生している。
チャージ済み残高に関する問題
プリペイド式電子マネーや、プリペイドカードと同様に、残高は預金保険の対象外であり、サービス提供元の企業が倒産した場合には資金決済に関する法律に基づく供託金から払戻しが受けられる場合もあるが、金融機関の預貯金とは異なり、利用者へ残高が全額返金される保証がない。特に、決済事業者のサービス提供元に返金できるだけの資金が無い状態で倒産した場合、全く返金されないケースも少なからず発生している。
盗難、紛失または不正利用による損失に対する補償対応は、サービスや事業者毎に異なる。チャージ残高は基本的には通貨に換金はできない。
非居住者の排除
QR・バーコード決済は、国内在住者の利用を前提としたサービスが多いため、訪日外国人等の非居住者は他の決済方法を使用せざる得ない場合がある。中国では、キャッシュレス決済の利用にあたり国内銀行口座や電話番号と紐付けされているアカウントが必要になる場合があり、外国からの旅行者は決済が行えず、非居住者の入場に制約が発生した観光地もある。なお、日本ではPayPayが中国のAlipayと提携するなど、訪日外国人旅行者のインバウンド利用に対応する動きもある。

## 主なサービスプロバイダ
特記ない場合、サービスは当該国内だけで利用可能である。

### 日本
2023年3月期のコード決済の登録者数
1. PayPay：5,700万人 （21.2％）
2. d払い：5,199万人 （18.8％）
3. au PAY（auペイカード含む）：3,700万人 （-）

※カッコ内は前年同月比
| サービス名 | 提供元                          | 会員数        | 利用可能 店舗数 | 支払い方式              | 備考                                      |
| ---------- | ------------------------------- | ------------- | --------------- | ----------------------- | ----------------------------------------- |
| PayPay     | PayPay （ソフトバンクグループ） | 6,700万人     | 374万店         | 事前チャージ/後払い併用 | Alipayと提携 親会社ヤフーがLINEと経営統合 |
| d払い      | NTTドコモ                       | 5,000万人以上 | 220万店※3       | 事前チャージ/後払い併用 |                                           |
| au PAY     | KDDI                            | 3,574万       | 705万※1         | 事前チャージ/後払い併用 | Smart Code加盟                            |
| メルペイ   | メルカリ                        | 1,345万人     | 264万店※3       | 事前チャージ/後払い併用 | Smart Code加盟                            |
| 楽天ペイ   | 楽天ペイメント                  | 非公開        | 600万※2、※5     | 事前チャージ/後払い併用 |                                           |

- 会員数・利用可能店舗数は各社の2025年1月直近の公表数値。
- 利用可能店舗数のうち、※1は店舗数ではなく決済端末の台数。※2は決済端末の台数と店舗数が混在。※3はiD加盟店も含む。※4はQUICPay加盟店も含む。※5は楽天ポイントカードと楽天Edyの加盟店も含む。

#### 金融機関系サービス
| サービス名  | 提供元                         | 会員数 | 利用可能 店舗数 | 支払い方式 | 備考                                           |
| ----------- | ------------------------------ | ------ | --------------- | ---------- | ---------------------------------------------- |
| ゆうちょPay | ゆうちょ銀行                   | 不明   | 不明            |            |                                                |
| はまPay     | 横浜銀行                       | 不明   | 不明            | 即時払い   |                                                |
| YOKA!Pay    | 福岡銀行 熊本銀行 十八親和銀行 | 不明   | 不明            | 即時払い   | ふくおかFG系                                   |
| ほくほくPay | 北海道銀行 北陸銀行            | 不明   | 不明            | 即時払い   | ほくほくFG系 2024年9月30日までに全サービス終了 |
| こいPay     | 広島銀行                       | 不明   | 不明            | 即時払い   |                                                |
| OKI Pay     | 沖縄銀行                       | 不明   | 不明            |            |                                                |
| 事業者型Pay | 三井住友銀行                   | 不明   | 不明            |            | 事業者向け決済サービス                         |

| サービス名   | 提供元                 | 会員数 | 利用可能 店舗数 | 支払い方式                | 備考                                                                          |
| ------------ | ---------------------- | ------ | --------------- | ------------------------- | ----------------------------------------------------------------------------- |
| J-Coin Pay   | みずほ銀行             | 不明   | 不明            | 事前チャージ              | Smart Code加盟                                                                |
| BankPay      | 日本電子決済推進機構   | 不明   | 不明            |                           | J-Debit系プラットフォーム                                                     |
| Payどん      | 鹿児島銀行             | 不明   | 177             | 事前チャージ/即時決済併用 | Smart Code加盟                                                                |
| PayB         | ビリングシステム       | 不明   | 5,511           | 即時決済                  | 払込票決済に特化 対応金融機関ごとに異なるアプリを提供                         |
| マネータップ | SBIレミット            | 不明   | 不明            | 即時決済                  | コード決済は住信SBIネット銀行利用者限定 2023年6月30日でコード決済サービス終了 |
| Coin+        | リクルートMUFGビジネス | 不明   | 不明            | 事前チャージ              | 三菱UFJ-FGとリクルートの合弁                                                  |

#### イベント会場での決済や個人間送金決済を想定して提供されているもの
| サービス名 | 提供元 | 会員数 | 利用可能 店舗数 | 支払い方式   | 備考                 |
| ---------- | ------ | ------ | --------------- | ------------ | -------------------- |
| pring      | pring  | 不明   | 不明            | 事前チャージ | 2021年にGoogleが買収 |

#### デジタル地域通貨として提供されているもの
| サービス名     | 提供元                                        | 会員数 | 利用可能 店舗数 | 支払い方式 | 備考   |
| -------------- | --------------------------------------------- | ------ | --------------- | ---------- | ------ |
| さるぼぼコイン | 飛騨信用組合                                  | 9,000  | 1,200           |            | [ 60 ] |
| アクアコイン   | 君津信用組合                                  |        |                 |            |        |
| せたがやPay    | 世田谷区商店街振興組合連合会                  |        |                 |            | [ 61 ] |
| いたばしPay    | 板橋区商店街振興組合連合会 板橋区商店街連合会 |        |                 |            | [ 62 ] |

#### 小売業系
| サービス名   | 提供元                       | 会員数 | 利用可能 店舗数 | 支払い方式          | 備考                                  |
| ------------ | ---------------------------- | ------ | --------------- | ------------------- | ------------------------------------- |
| FamiPay      | ファミマデジタルワン         | 不明   | 17,000          | 事前チャージ/後払い | Smart Code加盟                        |
| AEON Pay     | イオンスマートテクノロジー   | 不明   | 不明            | 事前チャージ/後払い |                                       |
| EPOS Pay     | エポスカード                 | 不明   | 71              | 後払い              | エポスカード利用者限定 Smart Code加盟 |
| Tマネー      | Tマネー                      | 不明   | 不明            | 事前チャージ        |                                       |
| コーナンPay  | コーナン商事                 | 不明   | 356             | 事前チャージ        |                                       |
| CooPay       | コープ東北サンネット事業連合 | 不明   | 不明            | 後払い              |                                       |
| Lu Vit Pay   | バローホールディングス       | 不明   | 不明            | 事前チャージ        | Smart Code加盟                        |
| ignica money | U.S.M.H                      | 不明   | 不明            | 事前チャージ        |                                       |
| ポケパル払い | パルコ                       | 不明   | 不明            | 後払い              | [ 66 ]                                |

#### 乗車券など交通利用を想定して提供されているもの
| サービス名 | 提供元 | 会員数 | 利用可能 店舗数 | 支払い方式 | 備考                  |
| ---------- | ------ | ------ | --------------- | ---------- | --------------------- |
| mobi       | WILLER | 不明   | 不明            | 即時決済   | 2020年2月10日運用開始 |

#### その他
| サービス名             | 提供元                 | 会員数 | 利用可能 店舗数 | 支払い方式   | 備考         |
| ---------------------- | ---------------------- | ------ | --------------- | ------------ | ------------ |
| QUOカードPay           | クオカード             | 不明   | 不明            | 事前チャージ | ギフトカード |
| atone                  | ネットプロテクションズ | 不明   | 不明            | 後払い       |              |
| ANA Pay                | 全日本空輸             | 不明   | 不明            | 事前チャージ |              |
| JAL Pay                | JAL ペイメント・ポート | 不明   | 不明            | 事前チャージ |              |
| MyJCB Pay              | ジェーシービー         | 不明   | 不明            | 後払い       |              |
| 図書カードネットギフト | 日本図書普及           | 不明   | 7,156           | 事前チャージ | ギフトカード |
| BNPJ Pay               | 3PLATS                 | 不明   | 不明            | 後払い       |              |

#### 終了したサービス
| サービス名       | 提供元                    | 会員数    | 利用可能 店舗数 | 支払い方式                | 備考 |
| ---------------- | ------------------------- | --------- | --------------- | ------------------------- | --- |
| 7pay             | セブン・ペイ              | 150万人   | 21,000          | 事前チャージ/即時決済併用 | 2019年9月30日でサービス終了 |
| Origami Pay      | Origami                   | 不明      | 19万店          | 即時払い/後払い併用       | 2020年4月28日で決済サービス終了 |
| pixiv PAY        | pixiv                     | 不明      | 不明            |                           | 2020年12月1日で決済サービス終了 |
| PAY ID           | PAY株式会社               | 不明      | 70万店舗以上    | 即時決済                  | 2021年9月30日でQRコード決済サービス終了 |
| &Pay             | エムティーアイ            | 不明      | 不明            | 即時決済                  | 2023年3月15日でサービス終了 |
| りそなウォレット | りそな銀行 埼玉りそな銀行 | 不明      | 不明            | 事前チャージ/即時決済     | 2023年3月16日でサービス終了 |
| ララPay          | きらぼしテック            | 不明      | 不明            | 事前チャージ              | きらぼし銀行系 「ララPayプラス」への移行に伴い2023年11月30日にサービス終了 |
| SKIYAKI PAY      | SKIYAKI                   | 不明      | 不明            |                           | 2020年1月にワンタイムチケットサービス「SKIYAKI TICKET（スキヤキ チケット）」と統合され、1つのアプリで電子チケットとキャッシュレス決済を利用できるアプリ「bitfanPASS（ビットファンパス）」となった。 |
| Sma-sh pay       | ラッセル                  | 不明      | 不明            |                           | 2020年10月1日以降はQ-mo加盟店での決済に特化したサービスに変更されていた 2022年8月に『Sma-sh pay』のサービスを終了                                                                                   |
| LINE Pay         | LINE Pay                  | 4,400万人 | 309万箇所※1、※4 | 事前チャージ              | WeChat Payと提携、日本・タイ・台湾でサービス提供 2022年7月1日よりユーザースキャン方式のみPayPayと統合して2025年4月30日サービス終了（日本以外は除く）。 Smart Code加盟                               |

### アメリカ合衆国
| サービス名    | 提供元         | 会員数 | 利用可能 店舗数 | 支払い方式 | 備考 |
| ------------- | -------------- | ------ | --------------- | ---------- | ---- |
| mVisa         | Visa           | 不明   | 不明            |            |      |
| Masterpass QR | マスターカード | 不明   | 不明            |            |      |
| Amazon Pay    | Amazon.com     | 不明   | 不明            |            |      |

### 中国
| サービス名 | 提供元     | ユーザー数 | 加盟店数 | 利用可能 国数 | 備考                |
| ---------- | ---------- | ---------- | -------- | ------------- | ------------------- |
| Alipay     | アリババ   | 10億       | 不明     | 36カ国        | [ 注 20 ] [ 注 21 ] |
| WeChat Pay | テンセント | 10億       | 不明     | 20カ国        | [ 注 23 ] [ 注 24 ] |
| Union Pay  | 銀聯国際   | 不明       | 3000万店 | 14カ国        | [ 注 25 ]           |

#### 香港
| サービス名 | 提供元       | ユーザー数 | 加盟店数 | 備考                |
| ---------- | ------------ | ---------- | -------- | ------------------- |
| AlipayHK   | アリペイ香港 | 200万      | 不明     | [ 注 26 ] [ 注 27 ] |

### 朝鮮民主主義人民共和国
| サービス名 | 提供元                 | ユーザー数 | 加盟店数 | 備考               |
| ---------- | ---------------------- | ---------- | -------- | ------------------ |
| 三興       | 三興経済情報技術社     | 不明       | 不明     |                    |
| 万物商     | ヨンプン商業情報技術社 | 不明       | 不明     | ECサイト「万物商」 |

### 韓国
| サービス名 | 提供元   | ユーザー数 | 加盟店数 | 備考                |
| ---------- | -------- | ---------- | -------- | ------------------- |
| Naver Pay  | ネイバー | 2,300万    | 不明     | [ 注 26 ] [ 注 28 ] |
| KakaoPay   | カカオ   | 3,000万※   | 19万     | [ 注 30 ] [ 注 31 ] |

### その他
| サービス名 | 提供元                          | 会員数 | 利用可能 店舗数 | 支払い方式 | 備考 |
| ---------- | ------------------------------- | ------ | --------------- | ---------- | ---- |
| BharatQR   | BharatQR（インド）              | 不明   | 不明            |            |      |
| Easypaisa  | Telenor Pakistan （パキスタン） | 不明   | 不明            |            |      |
| NETS Pay   | NETS（シンガポール）            | 不明   | 不明            |            |      |
| GrabPay    | Grab (シンガポール)             | 不明   | 不明            |            |      |
| zero Pay   | KFTC（韓国）                    | 不明   | 不明            |            |      |
| 台灣Pay    | FISC（台湾）                    | 不明   | 不明            |            |      |
| JKOPAY     | JKOS Network（台湾）            | 不明   | 不明            |            |      |

### 暗号通貨
| サービス名     | 提供元                    | 備考 |
| -------------- | ------------------------- | ---- |
| Bitcoin Wallet | Bitcoin Wallet developers |      |
| bitflyer       | bitFlyer                  |      |

## スマートストアで用いられるコード決済
上記の決済のみを行う決済専用アプリとは異なり、「決済」に「レジ」の機能を統合したアプリケーションである。
商品のバーコードを次々と読み取って動的に小計を出し、QRコードを店舗端末にかざすだけで決済が完了するスマートストア専用レジアプリケーション。
メリットとしては、買い物（商品選び）とレジ（バーコード読み取り操作）を同時進行で行って、スマートフォンだけで動的に小計を出せるため、最後にレジを通すステップを省略することができる。これによりレジの行列に並ぶ必要がなくなるため、レジ混雑を緩和し、店舗スタッフの負担を軽減できる。
- Scan & Go（スキャンアンドゴー） - ユナイテッド・スーパーマーケット・ホールディングス
- Shop & Go（ショップアンドゴー） - 寺岡精工グループ
- トライアル - トライアルカンパニー
- レジゴー - イオンリテール
- ローソンスマホペイ - ローソン
- Amazon Go - Amazon.com ※入場の際にAmazon Goアプリの会員QRコードを読み取り機にかざす。AIセンサーで自動的に小計を出すシステムが備わっているため、商品バーコードを読み取るステップが省略されている。